# Hato Corozal
Pour les articles homonymes, voir Hato.
Hato Corozal est une municipalité située dans le département de Casanare, en Colombie.